# لين ساسمان
ليونارد هاريس ساسمان (1980-3 يوليو 2011) كان مدافعًا عن الخصوصية ، والمشرف على كود إعادة إرسال ميكسماستر المجهول ومشغل remailer" randseed " . كان تقنيًا انجذب نحو التشفير وتطوير البروتوكول. يعتبر مرشحًا قويًا لـساتوشي ناكاموتو. 

## النشأة والتعليم
تخرج ساسمان من مدرسة هيل في عام 1998. وبحلول 18 عامًا ، كان عضوًا في مجموعة مهندسي الإنترنت مسؤولاً عن بروتوكول TCP / IP الأساسي للإنترنت ولاحقًا شبكة بيتكوين. تم تشخيص إصابته بالاكتئاب في سن المراهقة، وعانى من تجارب مؤلمة على يد ممارسين نفسيين ساديين. في عام 1999، انتقل لين إلى منطقة باي، وسرعان ما أصبح منتظماً في مجتمع سيفربنك وانتقل للعيش مع برام كوهين.

## مهنة
عمل ساسمان كمهندس أمن وكبير مهندس أنظمة لشركة  Anonymizer. كان مرشحًا لـدكتوراه في جامعة لوفان الكاثوليكية في بلجيكا، كباحث في مجموعة أبحاث أمان الكمبيوتر والتشفير الصناعي، بقيادة بارت برينيل. كان ديفيد شوم وبارت برينيل مستشاريه.
كان ساسامان معروفًا سيفربنك، متخصص في التشفير ومدافع عن الخصوصية. عمل لدى إنتل سكيوريتي على برنامج تشفير بي جي بي وكان عضوًا في مجموعة شمو، ومساهمًا في بي جي بي مجموعة مهندسي الإنترنت مجموعة العمل، مشروع جنو برايفسي جارد، وظهر كثيرًا في مؤتمرات التكنولوجيا مثل ديف كون. كان ساسامان أحد مؤسسي كودكون جنبًا إلى جنب مع برام كوهين ، المؤسس المشارك لورشة عمل هوتبيتس (مع روجر دينجليدين في تور هيدت بنيامين) ، شارك في تأليف بروتوكول توقيع مفتاح زيمرمان - ساسمان ، وكان يبلغ من العمر 21 عامًا ، وكان منظمًا للاحتجاجات التي أعقبت اعتقال المبرمج الروسي دميتري سكلياروف. 
في 11 فبراير 2006 ، في الدورة الخامسة من برنامج كودكون، اقترح ساسمان عودة المتحدث وعالم الكمبيوتر الشهير ميريديث إل. باترسون أثناء جلسة الأسئلة والأجوبة بعد عرضها التقديمي ، وكانا متزوجين.  عمل الزوجان معًا في العديد من عمليات التعاون البحثي، بما في ذلك نقد عيوب الخصوصية في حاسوب محمول لكل طفل،  ومقترح للطرق الرسمية لتحليل انعدام الأمن في الكمبيوتر في فبراير 2011. 